# Cecil Chesterton
Cecil Chesterton (12 novembre 1879 – 6 dicembre 1918) è stato un giornalista e opinionista inglese.

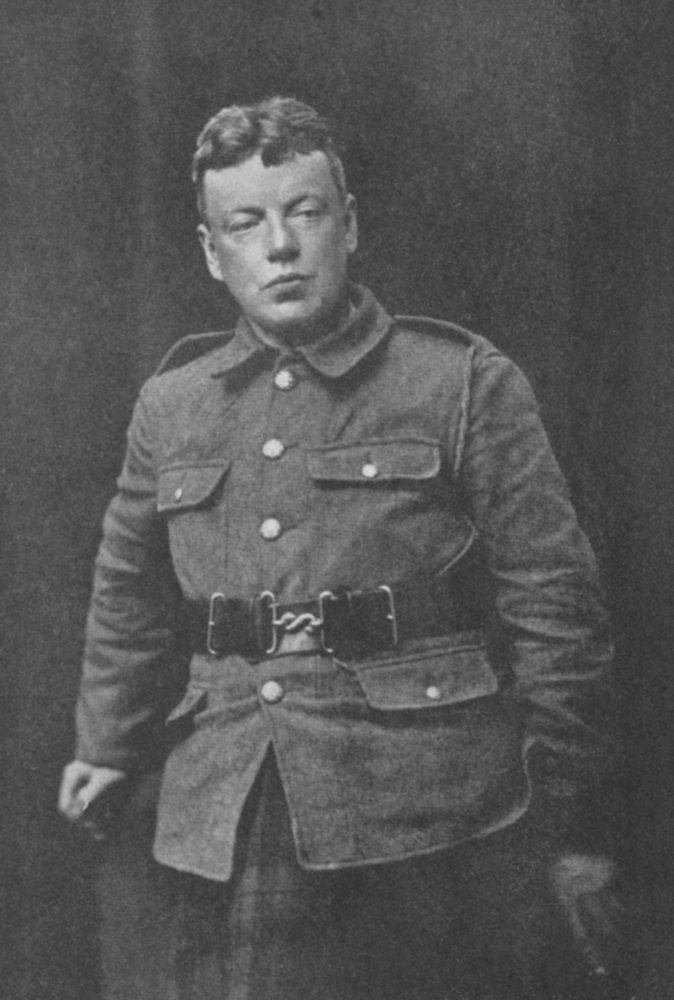
Cecil Chesterton in uniforme

Persona di carattere energico e combattivo, ebbe un ruolo importante nella denuncia dello scandalo Marconi.
Assieme a Hilaire Belloc fu tra i primi e più convinti promotori del distributismo, teoria economica che mira alla maggior distribuzione possibile della proprietà delle risorse, in contrasto al comunismo (in cui la proprietà è accentrata nello stato) e al capitalismo (in cui è accentrata nelle mani di pochi ricchi).
Nel 1912 si convertì al cattolicesimo.
Nel 1916 si arruolò come soldato nell'àmbito della prima guerra mondiale e andò a combattere in Francia, dove morì nel 1918.
Fratello minore dello scrittore Gilbert Keith Chesterton, fu un'influenza importante nella sua vita. Gilbert proseguì la sua battaglia per il distributismo e si convertì anch'egli al cattolicesimo, nel 1922.